# Budynek oficerskiego kasyna garnizonowego w Warszawie
Budynek oficerskiego kasyna garnizonowego w Warszawie – budynek kasyna przeznaczonego dla oficerów stołecznego garnizonu, który znajdował się przy al. J.Ch. Szucha 29 w Warszawie. Został rozebrany w 1968 roku.

## Historia
Wzniesiony ok. 1870 z czerwonej cegły i otoczony ogrodem budynek kasyna był częścią kompleksu koszar rosyjskiego Litewskiego Pułku Lejbgwardii.
W II RP w budynku miało siedzibę oficerskie kasyno garnizonowe, tj. lokal zbliżony do klubu, w którym koncentrowało się życie kulturalne i towarzyskie oficerów stołecznego garnizonu.
W październiku 1940 w budynku kasyna Niemcy uruchomili kasyno gry przeznaczone dla Polaków. Miało być one narzędziem demoralizacji polskiego społeczeństwa i służyć celom propagandowym. Do kasyna nie mieli wstępu Niemcy i Volksdeutsche. W budynku urządzono sale do gry, stoły do bakarata, ruletki oraz bufet z tanią żywnością i alkoholem. Bywalcom kasyna zapewniano przepustki uprawniające do poruszania się po mieście po godzinie policyjnej. Prasa konspiracyjna wzywała do bojkotu kasyna oraz publikowała imiona i nazwiska graczy. 19 maja 1942 żołnierze z Wydziału Sabotażu Polskich Socjalistów podłożyli tam bombę, w wyniku wybuchu której poważnie rannych zostało 7 osób, a kilku odniosło lżejsze obrażenia. 
Budynek został uszkodzony podczas nalotu radzieckiego lotnictwa na Warszawę w maju 1943. 
W nocy z 1 na 2 lutego 1944, po udanym zamachu na Franza Kutscherę, Niemcy aresztowali w kasynie gry 385 osób, które następnie przewieziono na Pawiak i do obozu przy ul. Skaryszewskiej. 100 spośród zatrzymanych osób rozstrzelano 2 lutego 1944. Kasyno zostało zamknięte w lipcu 1944.
1 sierpnia 1944, w godzinę „W“, budynek kasyna został trafiony pociskiem z moździerza ustawionego na terenie Ogrodu Botanicznego przez powstańców z 2. kompanii „Cegielskiego” z VII Zgrupowania „Ruczaj“, a następnie opanowany przez powstańców ze 192. plutonu 4. kompanii „Kosmy“. Po wyczerpaniu się amunicji zostali oni otoczeni i zabici przez Niemców.
Po 1945 budynek został przeznaczony na Dom Żołnierza.
Budynek rozebrano w 1968 w związku z budową Trasy Łazienkowskiej. Zachowano kilka rosnących przy nim drzew.